# Tipula (Microtipula) smithi
Tipula (Microtipula) smithi is een tweevleugelige uit de familie langpootmuggen (Tipulidae). De soort komt voor in het Neotropisch gebied.